# Calle San Antoniño
La calle San Antoniño  (rúa de San Antoniño en gallego) es una calle de la ciudad española de Pontevedra situada entre la plaza de Barcelos y la calle Casimiro Gómez a la altura de la iglesia de la Virgen del Camino.

## Origen del nombre
La calle San Antoniño de Pontevedra debe su nombre a San Antonio de Padua, conocido popularmente en Galicia como San Antoniño, una figura muy venerada en la tradición católica. Este tipo de nombres eran comunes en Galicia, donde muchas calles y barrios tomaban el nombre de santos como expresión de la devoción popular o para señalar la existencia de capillas, ermitas o tradiciones religiosas locales.

## Historia
La calle San Antoniño tiene su origen en un antiguo callejón que se transformó en calle en 1961 con la urbanización de la zona.
A partir de los primeros años sesenta del siglo XX, el barrio de San Antoniño comenzó a configurarse en una zona casi despoblada, situada entre la carretera de A Seca y la calle de Benito Corbal, con epicentro en la calle que le da nombre. Su desarrollo se inició con la promoción de un polígono de viviendas sociales adosadas, en el marco de un proyecto urbanístico, social y arquitectónico que fue considerado modélico en su época.
En 1962 se plantearon nuevas propuestas para oficializar el nombre de ciertas calles de Pontevedra, como San Antoniño, que fue finalmente confirmada en 1969, manteniendo su denominación tradicional.
El desarrollo del polígono de San Antoniño fue posible gracias a la mediación de Prudencio Landín Carrasco, figura clave de la política pontevedresa, que facilitó el acceso de la promotora Fomento Hispania (llegada a Pontevedra en 1956) a la financiación de la Caja de Ahorros Provincial de Pontevedra. Aunque la Caja rechazó participar como promotora, concedió un crédito inicial de dos millones y medio de pesetas y ofreció condiciones ventajosas para empleados, clientes y funcionarios, lo que generó una gran demanda.
El proyecto, diseñado por los arquitectos José Antonio Corrales y Joaquín Basilio Bas, destacó por su carácter innovador. El arquitecto Joaquín Basilio Bas se volcó en el proyecto del polígono de San Antoniño, hasta el punto de instalar su estudio profesional en el propio barrio, concretamente en el moderno edificio que él mismo diseñó en la esquina de las calles José Millán 9 y San Antoniño. El conjunto residencial, conocido como Grupo de Viviendas de San Antoniño, destacó por su carácter innovador al incorporar calefacción central y garaje en todas las viviendas, prestaciones muy avanzadas para la época. Aunque inicialmente el aparcamiento no fue valorado por el escaso parque automovilístico existente en la época, con el paso del tiempo acabó convirtiéndose en un equipamiento esencial.
En 2001 se emprendió una actuación integral de reforma y humanización en la calle San Antoniño para mitigar el progresivo deterioro acumulado durante las últimas décadas del siglo XX. Las obras del proyecto, diseñado por el arquitecto Celestino García Braña, empezaron en 2004 y concluyeron en 2005 e incluyeron la ampliación de aceras, la reordenación de las plazas de aparcamiento, nueva iluminación y la plantación de ciruelos de Pissard a lo largo de ambos márgenes de la calle.

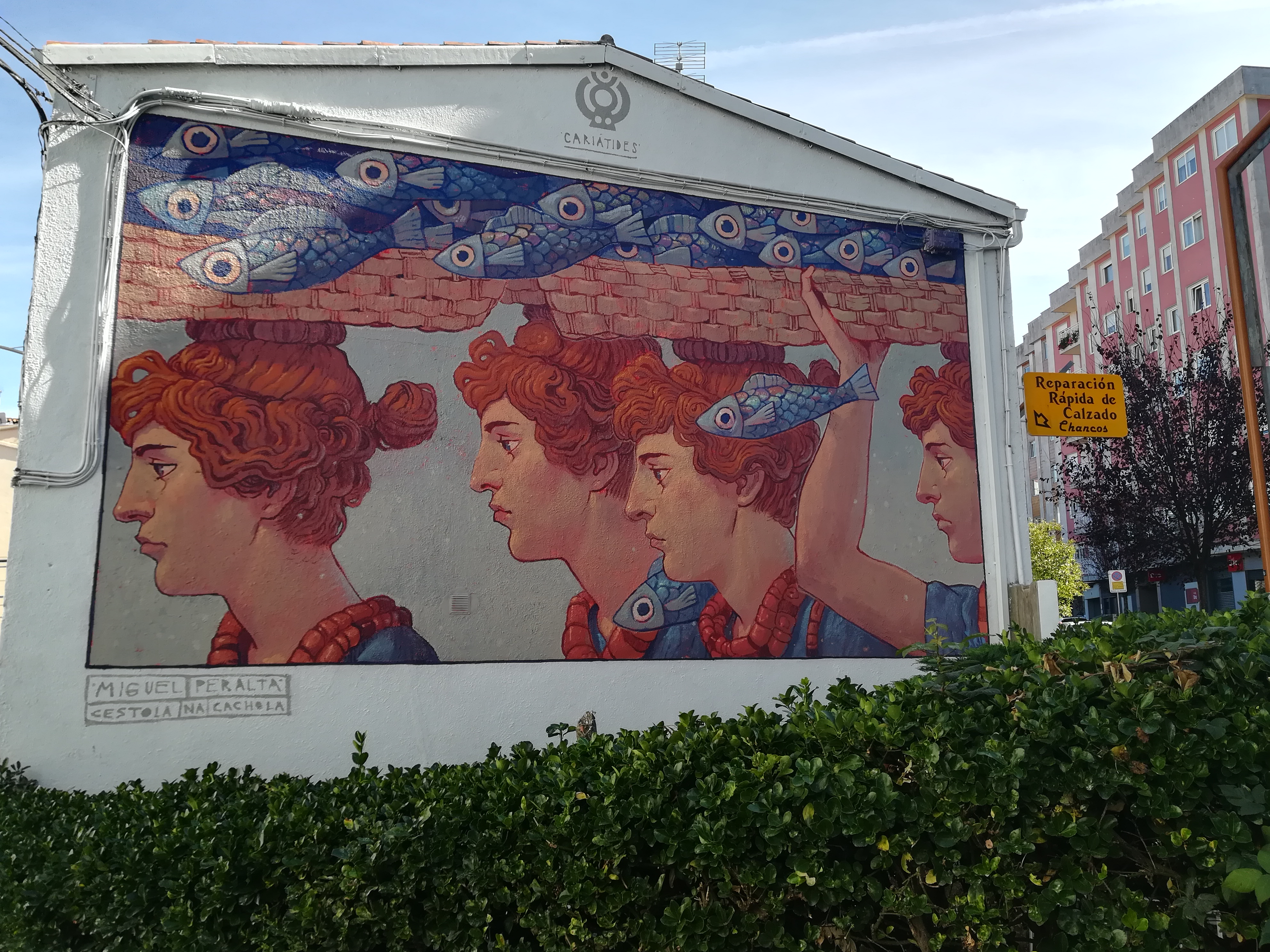
Mural Cariátides realizado en 2022 por el artista Miguel Peralta.

En 2019 la peatonalización de la calle Lepanto (entre la calle de Benito Corbal y la calle de San Antoniño) contribuyó a la reactivación comercial del barrio con proyectos innovadores como la tienda vintage Culebra Studio, abierta en febrero de 2022.
En septiembre de 2022, en el marco del congreso Placemaking Week Europe, celebrado en Pontevedra y centrado en el urbanismo y la transformación y recuperación del espacio público, el artista almeriense Miguel Peralta, miembro de la cooperativa Cestola na Cachola, realizó una intervención artística en una medianera de una vivienda situada en el centro de la calle San Antoniño. El mural, embellecedor del entorno, fue un obsequio de la Diputación de La Coruña.
En la actualidad, San Antoniño se ha convertido en la calle más alternativa y underground de la ciudad, epicentro de un barrio que combina tradición y multiculturalidad, con una mezcla diversa de residentes y una variedad de negocios, muchos de ellos relacionados con el arte, la ilustración, la música, los videojuegos, el cine o el escape room que dinamizan la zona.

## Descripción
La calle San Antoniño sigue un trazado oeste-este prácticamente recto y se localiza entre la Plaza de Barcelos y la calle Perfecto Feijóo y la calle Casimiro Gómez. La calle tiene una longitud de 390 metros, una anchura media de 10 metros y un carril de circulación. Es una calle en pendiente ascendente en su primer tramo oeste, llana en el centro del trazado y en pendiente descendiente en su último tramo este. En ella confluyen en su lado sur las calles Lepanto, Javier Puig Llamas, José Millán, Víctor Cervera Mercadillo y Gonzalo Gallas y en su lado norte las calles Isidoro Millán Mariño, Antón Vilar Ponte y Altamira.
En la esquina con la calle José Millán se encuentra el Grupo de Viviendas de San Antoniño, un destacado edificio de gran valor arquitectónico. Construido en 1962 y diseñado por los arquitectos Joaquín Basilio Bas y José Antonio Corrales, el edificio presenta un estilo racionalista-funcionalista y una fachada que combina piedra ocre en diversas tonalidades. Una de sus características más sobresalientes es el acceso principal, que se separa de la calle mediante una planta baja espaciosa, rompiendo con la tradicional alineación de las puertas del portal con la calle. La disposición alternada de los volúmenes no solo ofrece un eficiente aislamiento acústico, sino que también maximiza la exposición al sol. Además, el edificio cuenta con un amplio patio interior que proporciona gran luminosidad a las viviendas y se convierte en un espacio ideal para juegos infantiles. Un poco más al este, enfrente a este Grupo de viviendas, se encuentra una hilera de características casas adosadas con fachadas de distintos colores, primeras edificaciones de la calle.
En la medianera de una casa en el centro de la calle se halla el Mural de las Cariátides. Este mural es una obra de arte que embellece el entorno y combina el simbolismo clásico que recuerda el arte minoico con una reinterpretación contemporánea y local. El mural rinde homenaje a las mujeres del mar de Pontevedra, con un enfoque especial en aquellas que, en tiempos pasados, transportaban el pescado en cestas sobre sus cabezas, reflejando su esfuerzo y coraje. Estas figuras femeninas recuerdan a las cariátides clásicas, mujeres esculpidas que sostenían estructuras arquitectónicas, aunque en este caso cargan cestas llenas de peces estilizados. Las cuatro figuras femeninas están dispuestas en secuencia, todas de perfil, con expresiones serenas y concentradas. Los rostros repiten el mismo modelo, como si fueran una secuencia en movimiento o distintas fases de un mismo gesto colectivo. Las cestas sobre sus cabezas están repletas de peces azules, con ojos grandes y expresivos, generando una franja ondulante que atraviesa horizontalmente la composición, aportando dinamismo. Destacan los perfiles bien delineados y la ausencia de profundidad. La obra visibiliza el papel de la mujer trabajadora en la economía marítima tradicional gallega fusionando el legado clásico (las cariátides) con un icono popular y local.
La calle San Antoniño es una calle arbolada. A lo largo de la misma se alinean 41 ciruelos de Pissard que aportan un distintivo toque ornamental. Sus hojas, de un intenso color morado o púrpura, embellecen la vía durante casi todo el año, creando un efecto visual singular.

## Galería de imágenes

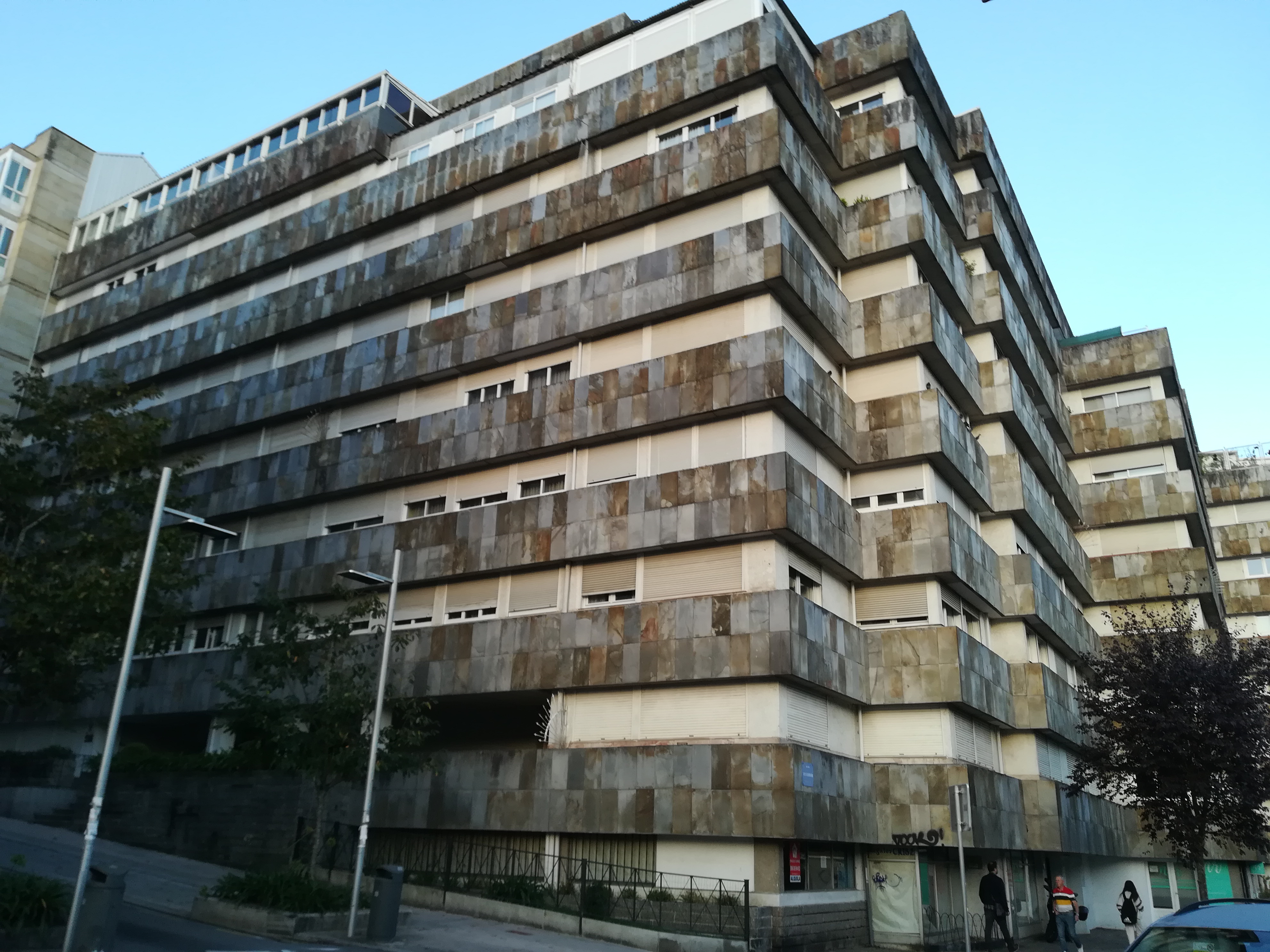
Grupo de Viviendas de San Antoniño (1962)
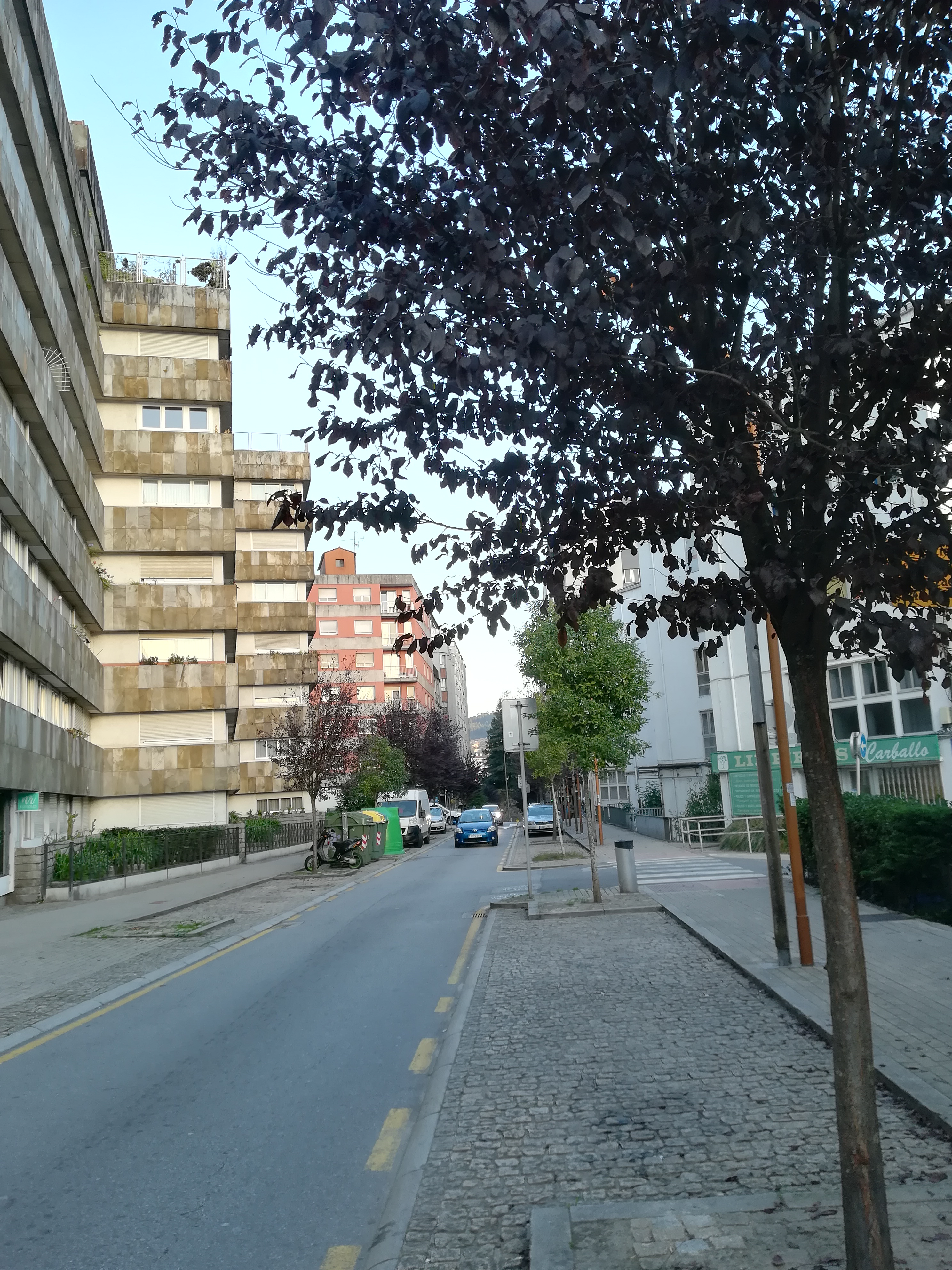
Tramo central de la calle con los característicos ciruelos de Pissard
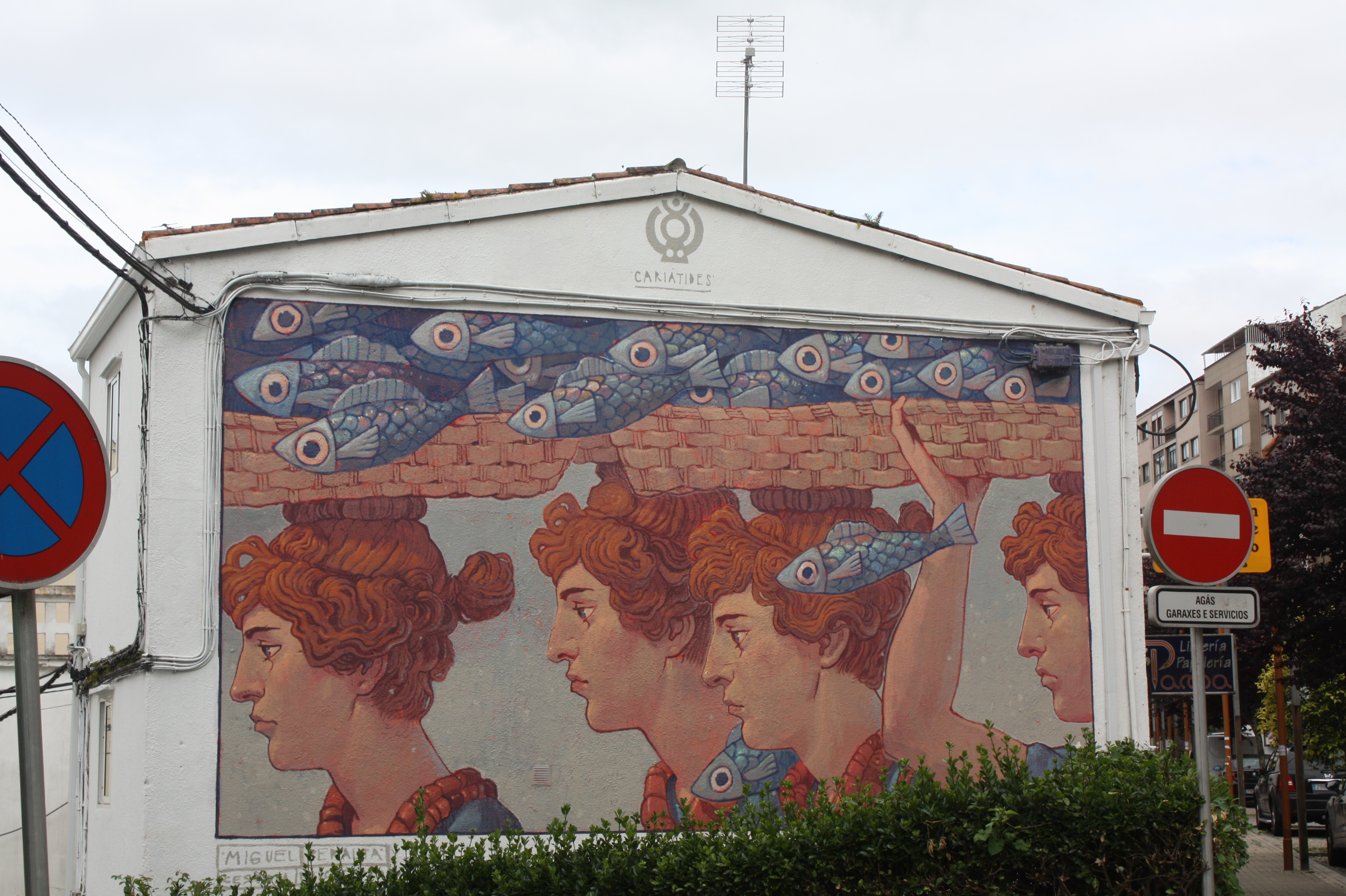
El mural Cariátides
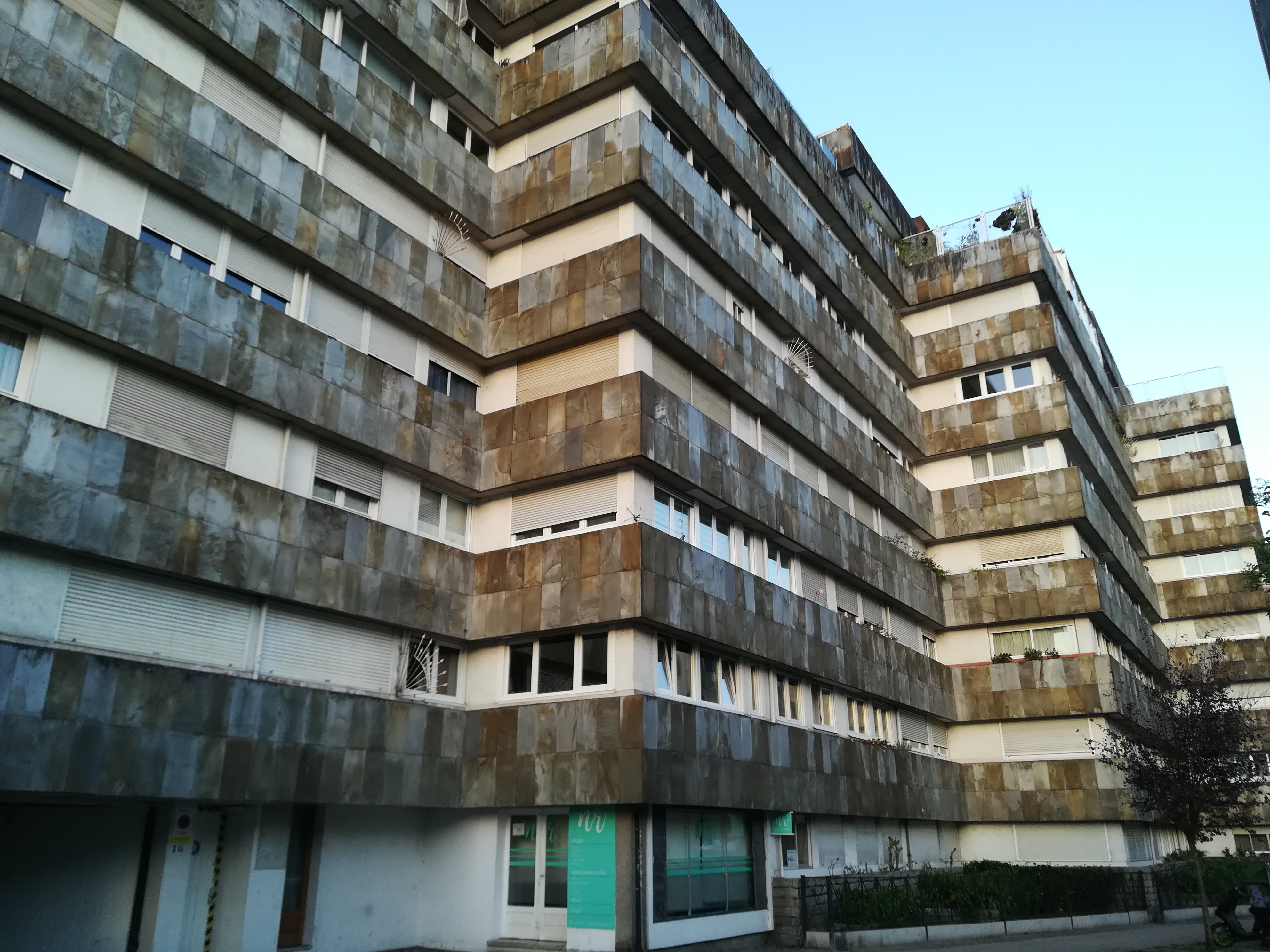
Otra perspectiva del Grupo de Viviendas de Joaquín Basilio Bas
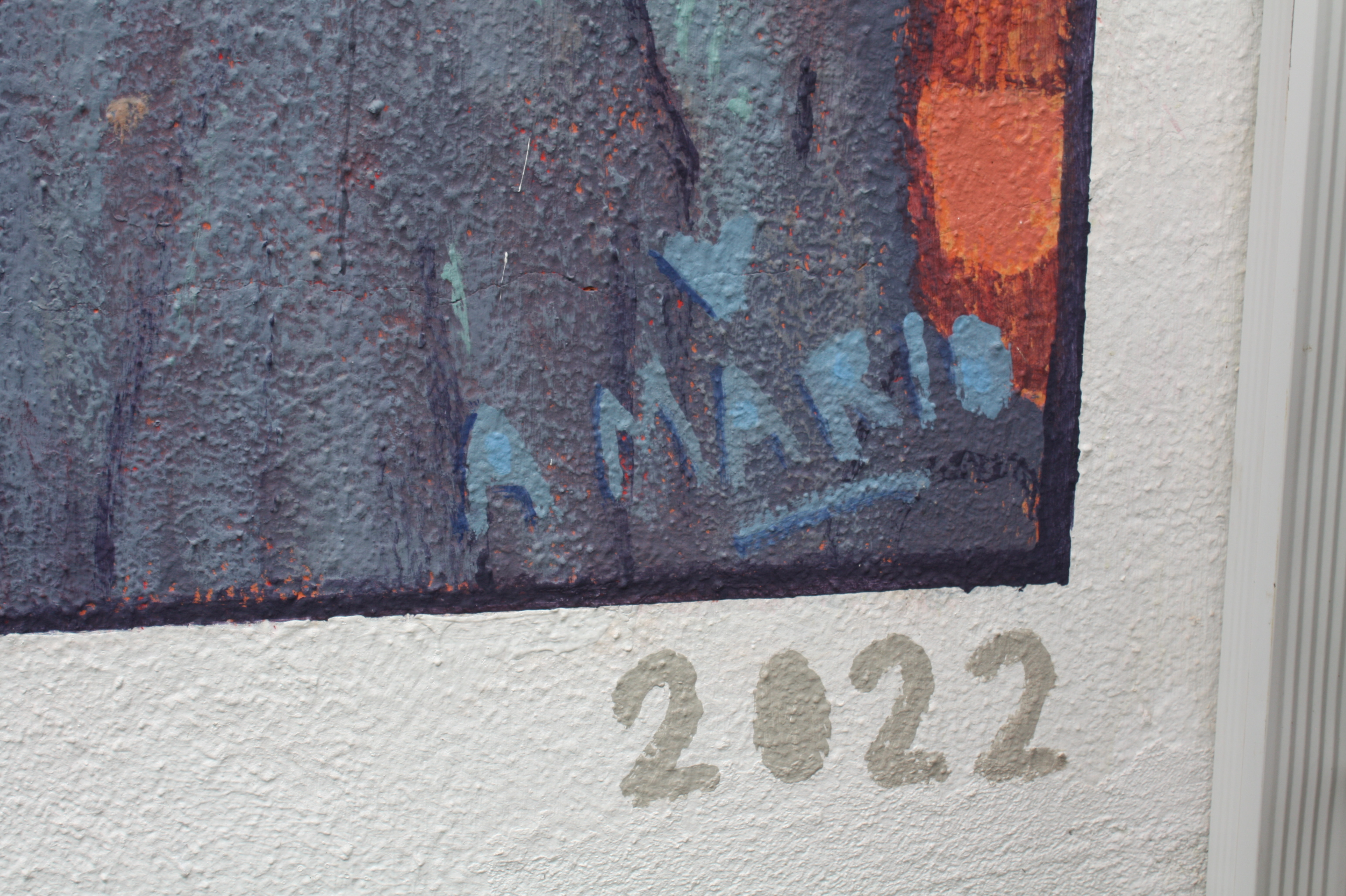
Detalle del año de realización del mural Cariátides
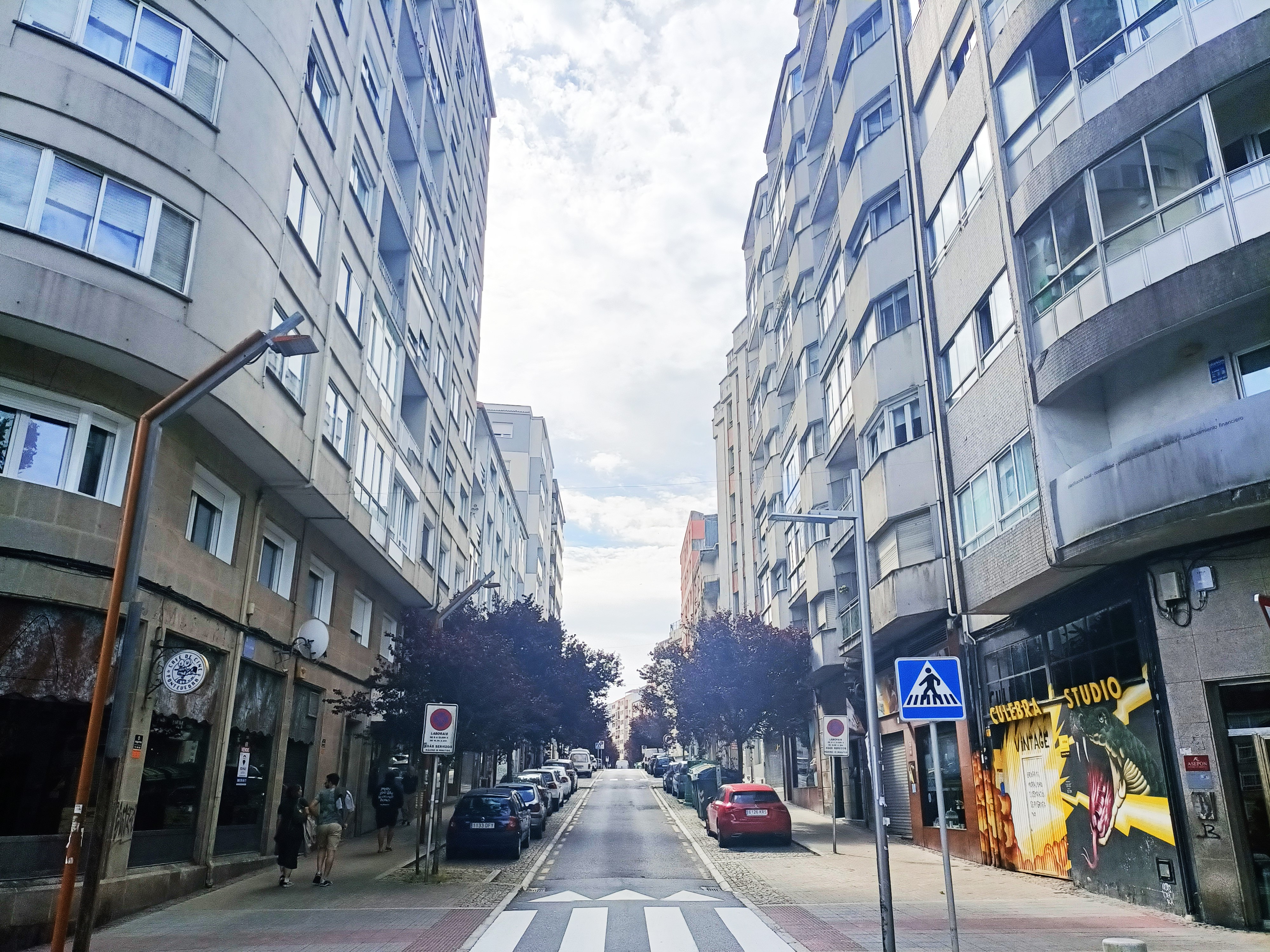
La calle San Antoniño en 2025
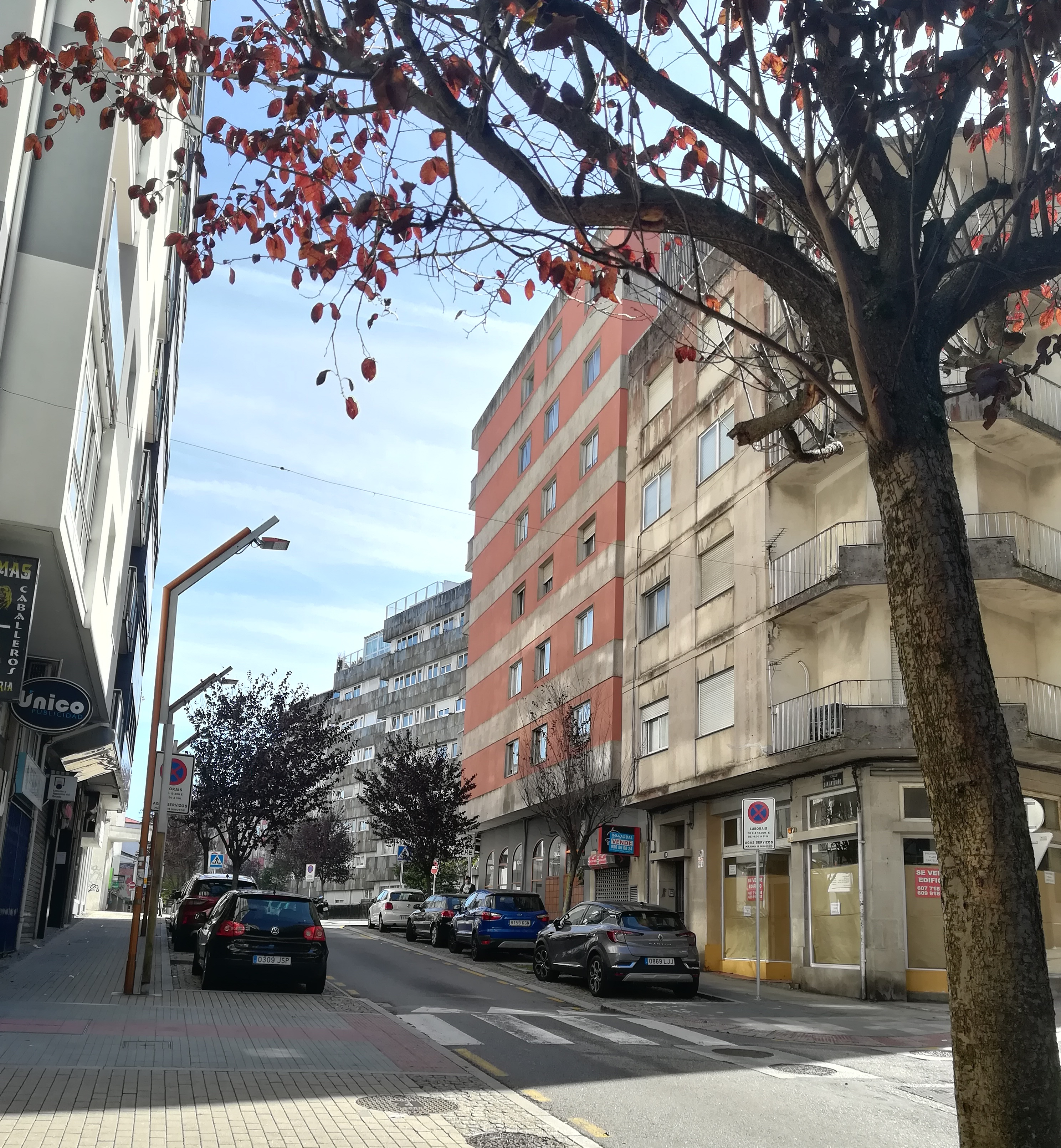
La calle en 2022